# Prime Suspect (serie televisiva 2011)
Prime Suspect è una serie televisiva statunitense prodotta dal 2011 al 2012 e trasmessa da NBC.
È un remake dell'omonima serie britannica trasmessa dal 1991 al 2006 sulla ITV. La trama è incentrata su una brillante detective del dipartimento di polizia di New York che cerca di conquistarsi rispetto in un mondo dominato da uomini.
In Italia ha debuttato su Fox Crime il 17 maggio 2012, mentre in chiaro ha debuttato il 21 agosto 2012 su LA7; a causa dei bassi ascolti ottenuti, la trasmissione fu interrotta dopo il nono episodio e completata qualche mese dopo su LA7d.

## Trama
Jane Timoney è una detective da poco trasferitasi alla squadra omicidi del New York Police Department, cercando di coniugare la vita privata con quella lavorativa. Oltre ad affrontare le difficoltà comportate dall'essere un'investigatrice della divisione omicidi in una grande città come New York, Jane, essendo donna, è costretta anche a faticare per guadagnarsi rispetto sul luogo di lavoro, dominato da uomini. Con il suo essere forte, a tratti anche rude e sconsiderata, riesce ad inserirsi bene nell'ambiente, facendo emergere le sue qualità di detective.

## Personaggi e interpreti

### Personaggi regolari
- Detective Jane Timoney, (Stagioni 1), interpretata da Maria Bello, doppiata da Laura Boccanera.
- Detective Reg Duffy, interpretato da Brían F. O'Byrne.
- Detective Luisito Calderon, (Stagioni 1), interpretato da Kirk Acevedo, doppiato da Roberto Gammino.
- Desmond Timoney, interpretato da Peter Gerety.
- Detective Augie Blando, interpretato da Tim Griffin.
- Detective Evrard Velerio, interpretato da Damon Gupton.
- Matt Webb, interpretato da Kenny Johnson.
- Tenente Kevin Sweeney, interpretato da Aidan Quinn.

### Personaggi ricorrenti
- Detective Eddie Gautier (solo episodio pilota), interpretato da Joe Nieves.
- Detective Carolina Rivera (5 episodi), interpretata da Elizabeth Rodriguez.

## Episodi
| Stagione       | Episodi | Prima TV USA | Prima TV Italia |
| -------------- | ------- | ------------ | --------------- |
| Prima stagione | 13      | 2011-2012    | 2012            |

## Produzione
Nel settembre del 2009 la NBC annunciò, come parte di un accordo con l'emittente britannica ITV, la produzione di un remake della serie televisiva Prime Suspect, la cui sceneggiatura sarebbe stata affidata a Hank Steinberg, designato anche produttore esecutivo insieme a Erwin Stoff. Inizialmente la serie era pianificata per i palinsesti della stagione 2010-2011, ma dopo che i produttori iniziarono a trovare difficoltà nell'individuare l'attrice protagonista la rete rinviò la produzione del pilot da quell'inverno a dopo la successiva estate. Il 30 luglio 2010 la NBC annunciò che alla produzione avrebbero collaborato Peter Berg e la sua partner Sarah Aubrey, della compagnia Film 44. Inoltre Alexandra Cunningham rilevò Hank Steinberg per la scrittura della sceneggiatura. Nel mese di febbraio 2011, dopo aver visionato i dettagli del nuovo progetto della Cunningham, confermò l'ordine di un episodio pilota, con Peter Berg che fu designato anche come regista.
Nello stesso mese si aprì il casting. Già il 4 febbraio Maria Bello fu ingaggiata per interpretare la protagonista detective Jane Timoney, il 19 febbraio fu ingaggiato Toby Stephens, per il ruolo del fidanzato di Jane Matt Webb, mentre il 28 febbraio si unirono al cast anche Kirk Acevedo, Tim Griffin e Joe Nieves, per interpretare detective colleghi della protagonista. Il 3 marzo fu invece ingaggiato Aidan Quinn, per il ruolo del tenente Kevin Sweeney e l'8 marzo si aggiunse anche Brían F. O'Byrne, anch'egli per il ruolo di un detective. Dopo la riprese del pilot, il cui cast comprende anche Peter Gerety nel ruolo del padre di Jane, e l'ordine di una prima stagione completa arrivato l'11 maggio 2011, nel corso dell'estate si riaprì il cast. Il 15 giugno fu annunciato l'ingaggio di Elizabeth Rodriguez, che compare nella serie nel ruolo di detective, mentre il 21 luglio Kenny Johnson rimpiazzò Toby Stephens per il ruolo di Matt Webb.
Le riprese dell'episodio pilota si svolsero nel mese di aprile 2011 a New York. La serie ha debuttato nei palinsesti statunitensi il 22 settembre 2011. Il 12 ottobre 2011 all'ordine iniziale di tredici episodi la rete ne aggiunse ulteriori sei; tuttavia il successivo 15 novembre, a causa dello scarso successo della serie, la NBC ordinò di bloccare la produzione della serie dopo la fine delle riprese dei tredici episodi inizialmente previsti.